# Cristie Kerr
Pour les articles homonymes, voir Kerr.
Cristie Kerr, née le 12 octobre 1977 à Miami en Floride (États-Unis), est une golfeuse américaine. Professionnelle depuis 1996 en rejoignant le circuit de la LPGA et le circuit Futures. Elle compte dix-huit victoires professionnelles dont un tournoi majeur : l'Open américain en 2007. Elle est à l'origine de la fondation « Birdies for Breast Cancer » en 2003 qui lutte contre le cancer du sein, elle verse 50 dollars à chaque birdie qu'elle exécute, elle est créée en l'hommage de sa mère atteinte de cette maladie.

## Palmarès
Cristie Kerr détient à ce jour deux titres majeurs avec l'Open américain en 2007 et le LPGA Championship en 2010. Elle compte au total vingt-cinq titres, vingt sur le circuit de la LPGA (nord-américain), un sur le circuit européen, un sur le circuit Futures et trois non-officiels.

### Victoires professionnelles (25)
| Année    | Tournoi                                        | Tournoi                                  | Tournoi                         |
| 1996 (1) | Ironwood FUTURES Classic (Futures)             |                                          |                                 |
| 2002 (1) | Longs Drugs Challenge (LPGA)                   |                                          |                                 |
| 2003 (4) | LPGA Takefuji Classic (LPGA)                   | ShopRite LPGA Classic (LPGA)             | State Farm Classic (LPGA)       |
| 2003 (4) | Wendy's 3-Tour Challenge                       |                                          |                                 |
| 2005 (2) | Michelob ULTRA Open (LPGA)                     | Wendy's Championship for Children (LPGA) |                                 |
| 2006 (3) | Franklin American Mortgage Championship (LPGA) | Open du Canada (LPGA)                    | SemGroup Championship (LPGA)    |
| 2007 (2) | Open américain (LPGA)                          | Wendy's 3-Tour Challenge                 |                                 |
| 2008 (1) | Safeway Classic (LPGA)                         |                                          |                                 |
| 2009 (2) | Michelob ULTRA Open (LPGA)                     | Wendy's 3-Tour Challenge                 |                                 |
| 2010 (2) | State Farm Classic (LPGA)                      | LPGA Championship (LPGA)                 |                                 |
| 2012 (1) | Lorena Ochoa Invitational (LPGA)               |                                          |                                 |
| 2013 (1) | Kingsmill Championship (LPGA)                  |                                          |                                 |
| 2015 (2) | Kia Classic (LPGA)                             | CME Group Tour Championship (LPGA)       |                                 |
| 2017 (3) | Lotte Championship (LPGA)                      | Open de France (LET)                     | Sime Darby LPGA Malaysia (LPGA) |

Le fond gris montre les victoires dans les tournois majeurs.

### Parcours en tournois majeurs

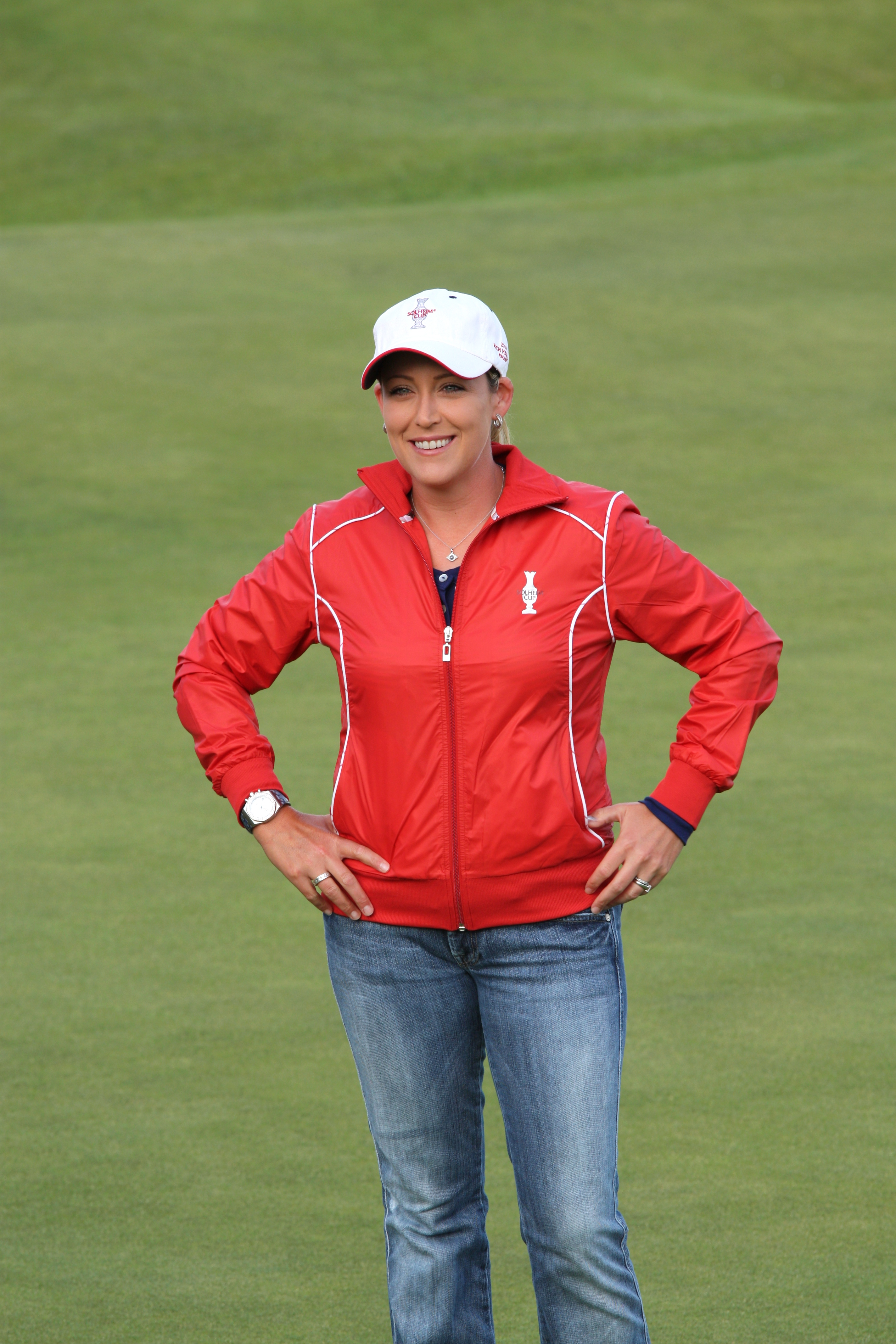
Cristie Kerr en 2009.

| Tournois                  | 1995 | 1996  | 1997 | 1998 | 1999 | 2000 |
| ------------------------- | ---- | ----- | ---- | ---- | ---- | ---- |
| Championnat Kraft Nabisco | DNP  | CUT   | DNP  | DNP  | DNP  | T35  |
| Championnat de la LPGA    | DNP  | DNP   | CUT  | CUT  | T5   | WD   |
| Open américain            | CUT  | T36LA | DNP  | 60   | CUT  | T2   |
| du Maurier Classic        | DNP  | DNP   | CUT  | T54  | T17  | CUT  |

| Tournois                  | 2001 | 2002 | 2003 | 2004 | 2005 | 2006 | 2007 | 2008 | 2009 | 2010 |
| ------------------------- | ---- | ---- | ---- | ---- | ---- | ---- | ---- | ---- | ---- | ---- |
| Championnat Kraft Nabisco | T66  | T3   | T11  | T5   | T3   | T35  | T20  | T21  | T2   | T5   |
| Championnat de la LPGA    | CUT  | T41  | T34  | T17  | T33  | T5   | T18  | T10  | T31  | 1    |
| Open américain            | T4   | T32  | T13  | T27  | T10  | T28  | 1    | T13  | T3   | T17  |
| Open britannique          | CUT  | T29  | T14  | T11  | T5   | T2   | T33  | 6    | T8   | T5   |

| Tournois               | 2011 | 2012 | 2013 | 2014 | 2015 | 2016 | 2017 |
| ---------------------- | ---- | ---- | ---- | ---- | ---- | ---- | ---- |
| Ana Inspiration        | CUT  | T22  | T19  | T4   | T41  | T45  | 7    |
| Championnat de la LPGA | T3   | T12  | T12  | T17  | T19  | T50  | CUT  |
| Open américain         | 3    | T9   | T20  | CUT  | CUT  | T8   | T19  |
| Open britannique       | T14  | T13  | 16   | ABD  | T13  | 72   | T59  |
| Evian Championship     | -    | -    | CUT  | T67  | T53  | T39  | T18  |

DNP = N'a pas participé

CUT = A raté le Cut
ABD = Abandon

"T" = Égalité

Le fond vert montre les victoires et le fond jaune un top 10.

### Solheim Cup
- Vainqueur en 2002, 2005, 2007 et 2009.
- Participation en 2002, 2003, 2005, 2007 et 2009.
- 21 matchs disputés (9 victoires, 10 défaites, 2 parties partagées)